# Zygodon fragilis
Zygodon fragilis là một loài rêu trong họ Orthotrichaceae. Loài này được H. Rob. mô tả khoa học đầu tiên năm 1977.